# Snödroppe
Snödroppen (Galanthus nivalis) är en av de bäst kända arterna i snödroppssläktet i familjen amaryllisväxter. Den är tillsammans med vintergäck en av de första blommorna som visar sig på våren.
Snödroppen blir 10–15 cm hög och blommar under perioden februari till april i den norra tempererade zonen. Snödroppens ursprungliga utbredningsområde är Syd- och Centraleuropa, den introducerades dock till Sverige tidigare än 1800-talet och anses naturaliserad. Den är härdig inom alla Sveriges odlingszoner.
Blomman är vit med 6 kronblad. De tre yttre kronbladen är större än de tre inre. De inre har vardera en grön fläck. Snödroppen är en lökväxt, och lökarna liksom växten i övrigt är giftig.
Spridning sker genom självsådd och sidolökar.

## Bildgalleri
Klicka på bilden för förstoring.

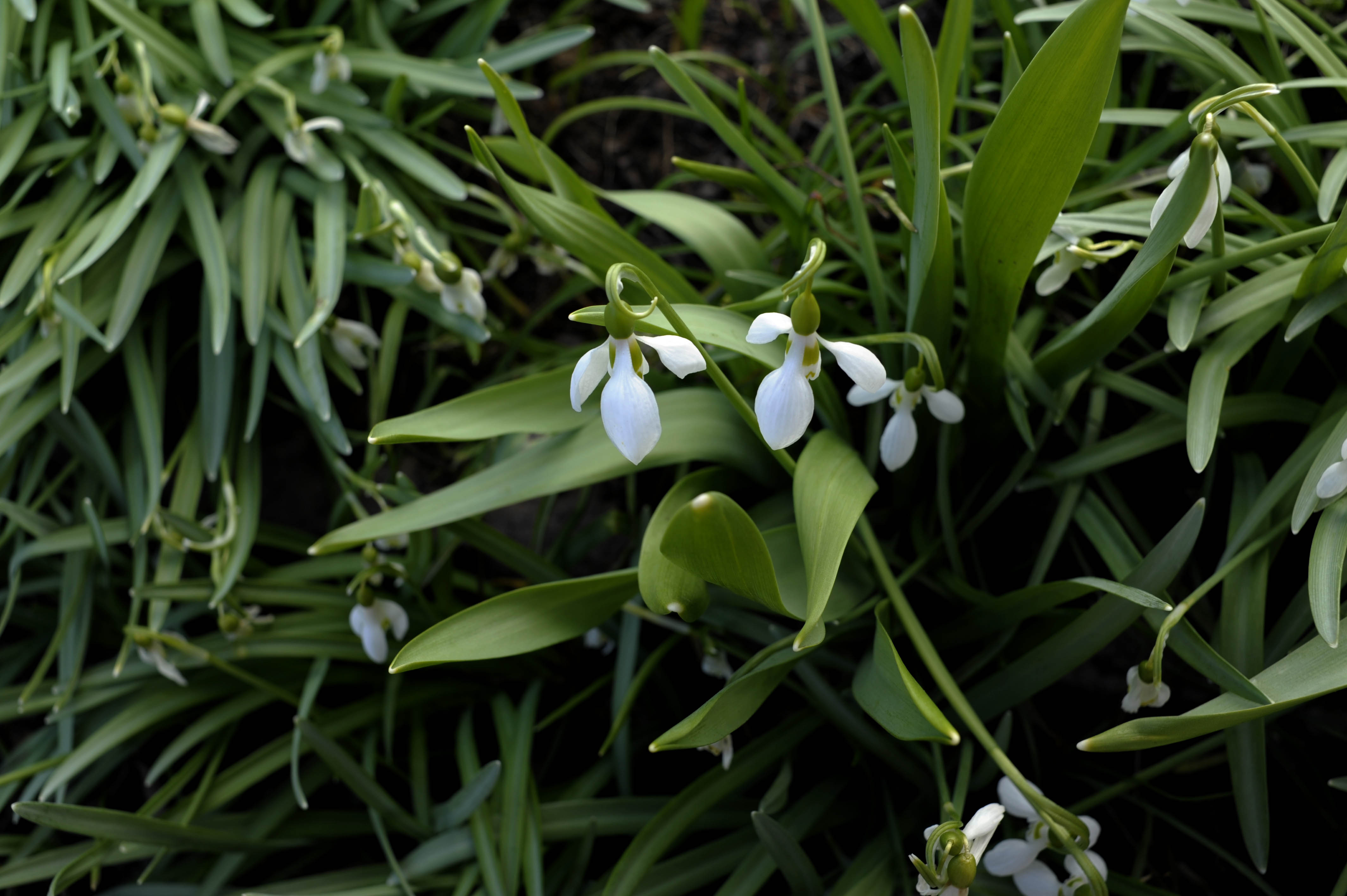
Bild på en annan art i släktet, kanske turkisk snödroppe. Notera att den har två fläckar på de inre kronbladen. Arten snödroppe har bara en grön fläck nederst på de inre kronbladen.
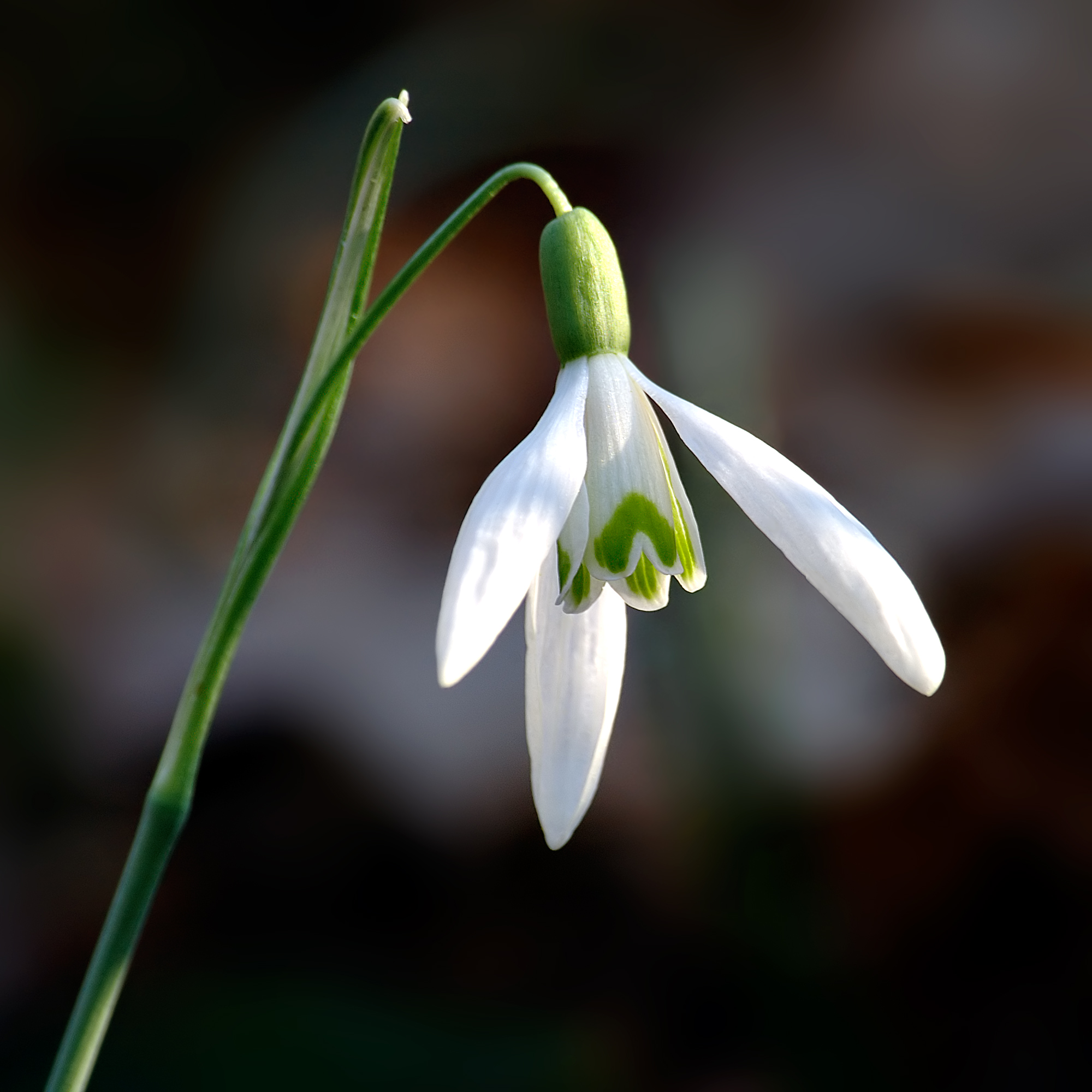
Närbild på blomma. Lägg märke till de gröna fläckarna på de inre kronbladen.
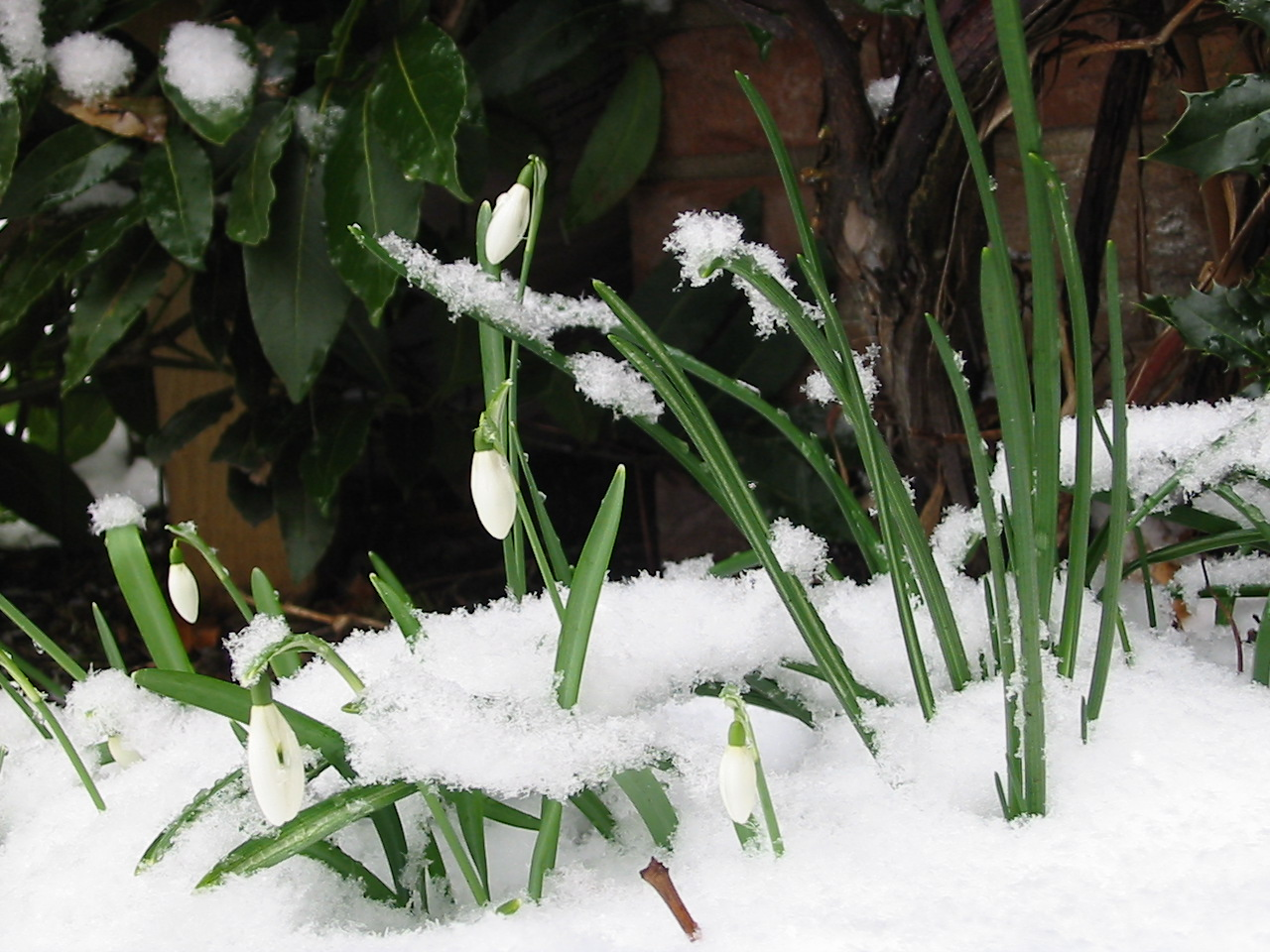
Snödroppe i snö.
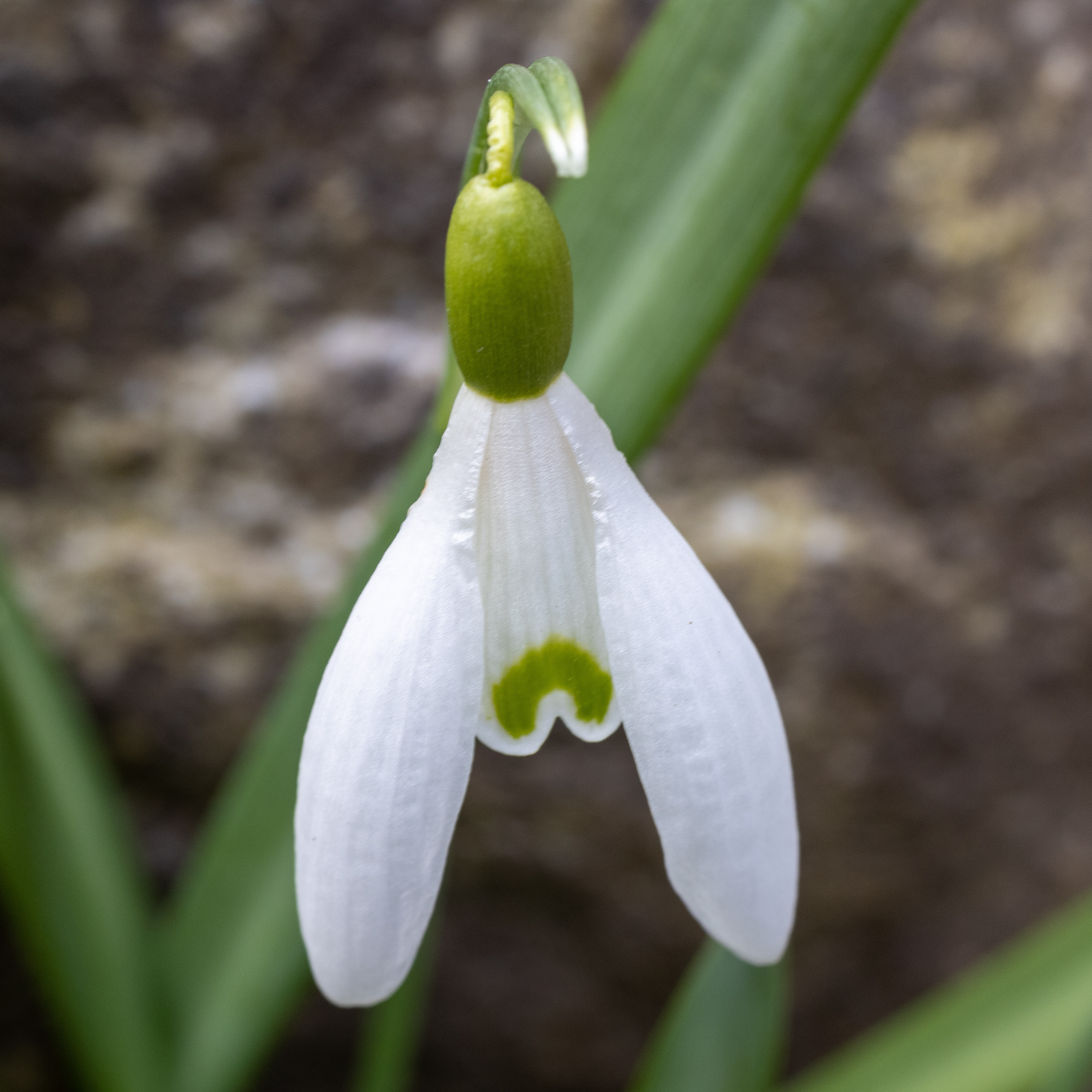
Snödroppe, Snowdrop, Galanthus nivalis